# Sulten
Der Sulten ist ein 1472 m ü. NHN hoher, der Kampenwand nördlich vorgelagerter Gipfel.
Entlang der Ostflanke des Sulten führt ein Nordanstieg zur Kampenwand.